# Vitone di Verdun
Vitone o Vanni, in francese Vanne (... – 529) è stato un vescovo franco della diocesi di Verdun per volere del re dei Franchi Clodoveo ed è venerato come patrono della città francese dal VII secolo.
Per custodire la sua tomba, nel 951 il vescovo Berengario fondò un'abbazia (Saint-Vanne) da cui ebbe origine nel 1598 la Congregazione benedettina dei Santi Vitone e Idulfo.
La sua Memoria liturgica cade il 9 novembre.